# اگرتون مارکوس
اگرتون مارکوس (انگلیسی: Egerton Marcus؛ زادهٔ ۲ فوریه ۱۹۶۵) ورزشکار بوکس اهل کانادا است.
وی در مسابقات کشوری و بین‌المللی در مجموع برندهٔ ۲ مدال نقره شده‌است.